# Guntram und Irene Rinke Stiftung
Die Guntram und Irene Rinke Stiftung ist eine Stiftung in Hamburg, die deutschsprachige Texte prämiert.

## Geschichte
Hanno Rinke, Sohn von Guntram und Irene Rinke, gründete die Stiftung im Jahr 2005.
Sinn der Stiftung ist die Förderung der deutschen Sprache, was durch Stipendien, Wettbewerbe und Prämierungen geeigneter Texte geschieht. Die Stiftung konzentriert sich besonders auf Jugendförderung, um jugendliche Sprachtalente zu entdecken und zu stärken.
Bis 2010 war die Stiftung noch Stifter der „Rinke“ – in Anlehnung an den Stiftungsnamen und das alemannische Wort für Gürtelschnalle – einem Preis für Texte, die das Lebensgefühl des vergangenen Jahres in sprachlich überzeugender Form dargestellt haben.
2013/14 begann in Zusammenarbeit mit dem Internatsgymnasium Schloss Torgelow ein Literatur- und Schreibwettbewerb mit dem Thema „Ich in meiner Zeit“; dasselbe Thema war 2015 der Start des Schul-Schreibwettbewerbs „KLASSEnSÄTZE“ in Hamburg, ein Projekt in Zusammenarbeit mit der Behörde für Schule und Berufsbildung. 2016 beteiligten sich bereits 5.000 Hamburger Schüler am Wettbewerb. Schirmherr ist Senator Ties Rabe.
Das Thema 2016, ebenso wie für Schloss Torgelow 2015/16, lautete „Unterwegs“. 2017 wurde KLASSEnSÄTZE mit „aufgetaucht“ fortgeführt. Seit 2017 gibt es das Projekt „SprachEinsteiger“. Es soll junge Autoren auszeichnen, die sich in besonderem Maße darum bemüht haben, die integrierende Kraft der Sprache zu nutzen.
In zweijährigem Rhythmus vergibt die Stiftung darüber hinaus ein Stipendium für das Tagebuch des zukünftigen Jahres. Die Tagebücher werden in der Reihe TAGEWERK gesammelt. Das Tagebuch 2009 schrieb Clemens Meyer: Gewalten. Die TAGEWERK-Reihe wurde fortgesetzt von Patricia Görg mit der Veröffentlichung Handbuch der Erfolglosen Jahrgang 2011 (erschienen 2012). Gregor Sander dokumentierte das Jahr 2013; sein Tagebuch eines Jahres wurde im August 2014 veröffentlicht. Thomas Glavinic schrieb im Jahr 2015 Der Jonas-Komplex; sein Werk erschien im Frühjahr 2016. In seinem Heimatland Österreich erreichte Der Jonas-Komplex auf Anhieb Platz 1 in der Bestsellerliste. 2017 setzte Schauspielerin, Regisseurin und Autorin Adriana Altaras diese Reihe fort mit ihrem Roman „Die jüdische Souffleuse“, und im Februar 2021 erschien „Adas Raum“ von Sharon Dodua Otoo. Mit ihrem ersten Roman schaffte es die Bachmann-Preisträgerin im April 2021 auf die Spiegel-Bestsellerliste.
Die Guntram und Irene Rinke Stiftung ist Mitglied im Bundesverband Deutscher Stiftungen e. V. und im VDS Verein Deutsche Sprache e. V.

## Preisträger der „Rinke“
- 2007: Raoul Schrott und Wend Kässens für ihre Herausgabe von Dichter am Ball (Anthologie von Fußballgedichten)
- 2008: Anonymus für Wohin mit Vater?
- 2009: Roger Willemsen für Der Knacks
- 2010: Wilhelm Genazino für Das Glück in glücksfernen Zeiten

## TAGEWERK - Stipendiaten der Guntram und Irene Rinke Stiftung
- 2009 Clemens Meyer „Gewalten“
- 2011 Patricia Görg „Handbuch der Erfolglosen“; Juli/Aug. 2012 Platz 3 der SWR-Bestenliste
- 2013 Gregor Sander „Tagebuch eines Jahres“
- 2015 Thomas Glavinic „Der Jonas-Komplex“; Platz 1 der Bestsellerliste Österreich
- 2017 Adriana Altaras „Die jüdische Souffleuse“
- 2019 Sharon Dodua Otoo „Adas Raum“; Der Spiegel Bestsellerliste[7]

## Projekte der Guntram und Irene Rinke Stiftung
- Rinke-Sprachpreis – 2007 bis 2010; Sprachpreis für Texte, die das Lebensgefühl des vergangenen Jahres in sprachlich überzeugender Form dargestellt hatten.
- TAGEWERK – seit 2009; Stipendium für Autoren, die das Lebensgefühl des jeweiligen Jahres aus ihrer Sicht schildern.
- KLASSEnSÄTZE – seit 2015; Schulschreibwettbewerb in Zusammenarbeit mit der Hamburger Schulbehörde.
- SprachEinsteiger – seit 2017; Schulschreibwettbewerb für Schüler der internationalen Vorbereitungsklassen in Hamburg.
- Torgelow schreibt – seit 2013; zweijährlicher Schreibwettbewerb in Zusammenarbeit mit dem Internatsgymnasium Schloss Torgelow.